# Bloody Mary (South Park)
A Bloody Mary a South Park című rajzfilmsorozat 139. része (a 9. évad 14. epizódja). Elsőként 2005. december 7-én sugározták az Amerikai Egyesült Államokban. Az epizódot Magyarországon először 2007. augusztus 23-án mutatták be.

## Cselekmény
|  | Alább a cselekmény részletei következnek! |

Stan Marsh, Eric Cartman valamint Kyle és Ike Broflovski karateedzésen vesz részt Denverben, ahová Stan apja, Randy Marsh vitte el őket kocsival. Az edzés végén Randy a gyerekekért megy, de nyilvánvalóan részeg és ez hamarosan a rendőröknek is feltűnik. Randynek ittas vezetésért elveszik a jogosítványát és  büntetésként előadást kell tartania a South Park-i általános iskolában tettének veszélyeiről. Emellett el kell járnia az Anonim Alkoholisták (AA) gyűléseire is, ahol elhitetik vele, hogy betegségben szenved – alkoholista – és önerőből képtelen meggyógyulni, csupán egy felsőbb hatalom könyörületében bízhat. A hipochonder Randy halálos betegként kezd viselkedni és egyre többet iszik, azt állítva, hogy betegségéből egyedül nem képes meggyógyulni.
Eközben egy közeli város templomának kertjében a Szűz Mária szobornak vér kezd szivárogni a végbeléből és a jelenségnek gyógyító erőt tulajdonítanak. Randy és Stan a szoborhoz utazik, gyorsan előretolakodnak (miután a többi beteggel azon vitatkoznak, hogy kinek a betegsége súlyosabb) és Randy is részesül a szoborból szivárgó vérből. Ezek után Randy azt hiszi, meggyógyult és öt napig nem fogyaszt alkoholt, majd Stannel együtt elmegy egy AA gyűlésre.
A gyűlés során a TV híradóban bemondják, hogy a vérző szobor mégsem csoda; XVI. Benedek pápa megvizsgálta a szobrot, és a vér nem a szobor végbeléből, hanem a nemi szervéből származik – a pápa szerint egy vérző nemi szervű nő nem számít csodának. Randy rádöbben, hogy mégsem gyógyította meg egy felsőbb hatalom és túl erőtlen, hogy ellenálljon az alkoholnak. Stan azonban rámutat arra, hogy Randy képes volt öt napig józanul élni, a saját erejéből. Randy megfogadja, hogy többé egy csepp alkoholt sem iszik, de Stan szerint ez sem jó megoldás; ha teljesen absztinenssé válna, Randyt akkor is egész életében az alkohol irányítaná, ezért ehelyett inkább önfegyelmet kell tanúsítania és meg kell tanulnia mértéket tartani az ivásban.

## Utalások
- Stan azt mondja az AA gyűlésen, hogy ismeri a szektákat, mert ő is vezetett egyet. Ezzel utal az Egy házba zárt közösség című részre, melyben rövid időre a szcientológiai egyház tagja lesz.

## Érdekesség
- Az első vetítés után a Katolikus Liga betiltatta a részt, a Comedy Central szóvivője így nyilatkozott: "50 millió dollárt költöttünk egy olyan műsorra, amit sosem tudunk bemutatni, és megsértettünk vele egymilliárd katolikust. Ezúton is gratulálunk a résztvevőknek!"
- Amikor Randy szól a Stan-nek, hogy ő vezessen a hátsó kocsiajtó ablakában látszik egy UFO.